# Ekonomska geologija
Ekonomska geologija je nauka koja se bavi proučavanjem mineralnih resursa, kao delom prirodnih resursa, njihovom valorizacijom, odnosno vrednovanjem i proračunom ekonomskih efekata korišćenja mineralnih rezervi.
Ekonomska geologija je samostalna geološka, naučna disciplina koja se bavi kompleksnim ekonomskim ocenjivanjem ležišta i sagledavanjem tehničko-ekonomskih i drugih uslova osvajanja ležišta mineralnih sirovina.
Ekonomska geologija obuhvata:
- ekonomsku, odnosno geološko-ekonomsku ocenu
- ocenu rezultata geoloških istraživanja
- efektivnost geoloških istraživanja